# Otto Gripensvärd

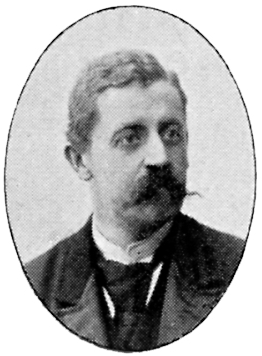
Otto Gripensvärd

Fredrik Otto Gripensvärd, född 18 december 1847 i Klara församling, Stockholm, död 13 januari 1933 i Oscars församling, Stockholm, var en svensk officer, godsägare och konstnär.

## Biografi
Otto Gripensvärd har målat landskap och gjort etsningar. Han studerade grafik för Axel Tallberg. Han var bosatt i Bredsjö i Järlåsa socken i Uppland till 1912, då han flyttade till Lidingö där han bodde i den av honom ritade Villa Klippudden (sedan 1998 byggnadsminne). Han var gift med Hilda Gustafva Hörstadius, född 1857.